# Zweiblüten-Läusekraut
Das Zweiblüten-Läusekraut (Pedicularis portenschlagii) auch Zweiblütiges Läusekraut oder Portenschlag-Läusekraut gehört zur Gattung der Läusekräuter (Pedicularis) in der Familie der Sommerwurzgewächse (Orobanchaceae). Wie alle Läusekräuter ist es ein Halbschmarotzer.

## Beschreibung
Die mehrjährige krautige Pflanze wird zwei bis acht Zentimeter hoch. Der Kelch ist bewimpert und auf den Nerven flaumhaarig, sonst kahl; Die hellrosa Krone wird 21 – 25 (30) mm lang. Die Kronröhre ist 1,5 bis zweimal so lang wie der Kelch. Die Blühtriebe sind endständig mit nur einem Blühtrieb pro Laubblattrosette. Der Blütenstand ist ein- bis drei- (bis fünf-) blütig. Der Schnabel der Kron-Oberlippe ist etwa zwei Millimeter lang, kegelig und nur wenig abgesetzt.
Blütezeit ist von Juni bis August.

## Vorkommen
Die in Österreich endemische Pflanze ist alpin, zerstreut bis selten in den östlichen Zentralalpen und Nord-Alpen (Niederösterreich, Steiermark, Kärnten, Salzburg (im Lungau)) anzutreffen. Als Standort werden mäßig bodensaure Magerrasen und Gesteinsflure bevorzugt.